# Zoothera mollissima
O tordo-do-alto-himalaia (Zoothera mollissima) é uma espécie de ave descrita em 2016 no noroeste da Índia e China. A espécie foi separada com base em estudos filogenéticos que sugerem que a população divergiu do ancestral comum por pelo menos 3 milhões de anos. A ave é a quarta espécie descoberta na Índia desde a independência em 1947.